# Cele șapte lacuri din Rila

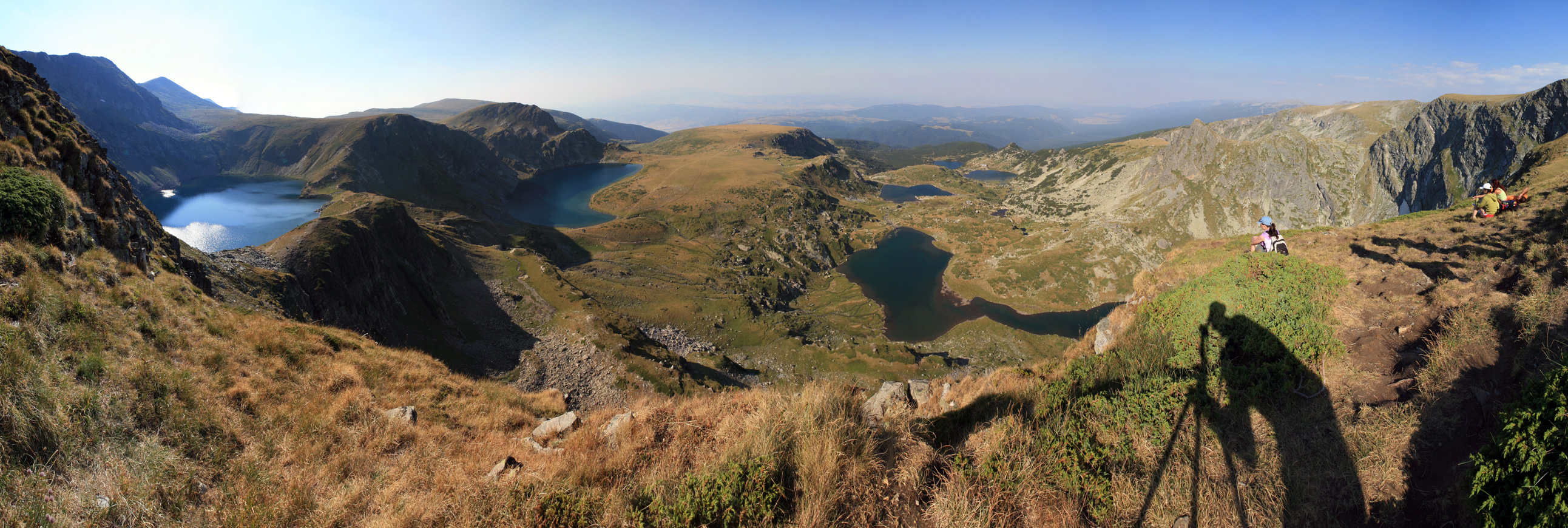
Vedere panoramică asupra celor șapte lacuri din Rila, văzute de pe Muntele Ezeren

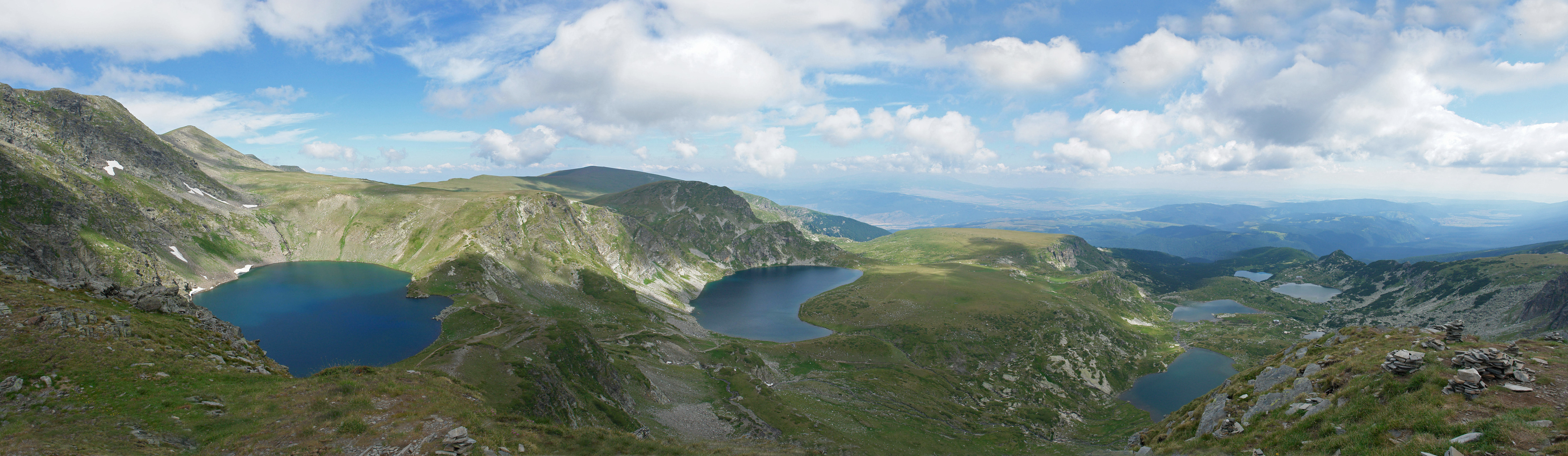
Vedere panoramică asupra celor mai joase (și mai mari) șase lacuri

Cele șapte lacuri din Rila (în bulgară Седемте рилски езера, transliterat: Sedemte rilski ezera, pronunțat [sɛdɛmˈtɛ ˈriɫski ɛzɛˈra]) sunt un grup de lacuri glaciare, situate în nord-vestul Munților Rila din Bulgaria. Sunt cel mai vizitat grup de lacuri din Bulgaria. Lacurile sunt situate la altitudini între 2.100 și 2.500 de metri deasupra nivelului mării.
Fiecare lac poartă un nume asociat cu trăsătura sa caracteristică cea mai importantă. Cel mai de sus se numește Sălzata („Lacrima”) datorită apelor sale limpezi care permit vizibilitatea în adâncime. Următorul în altitudine poartă numele de Okoto („Ochiul”) după forma sa aproape perfect ovală. Okoto este cel mai adânc lac circ glaciar⁠(d) din Bulgaria, cu o adâncime de 37,5 m. Babreka („Rărunchi”) este lacul cu cele mai abrupte maluri din întregului grup. Bliznaka („Geamănul”) este cel mai mare ca suprafață. Trilistnika („Trifoiul”) are o formă neregulată și maluri line. Cel mai puțin adânc lac este Ribnoto Ezero („Lacul cu Pești”), iar cel mai jos este Dolnoto Ezero („Lacul de Jos”), unde apele care curg din celelalte lacuri sunt adunate pentru a forma râul German.
Cele șapte lacuri sunt o atracție turistică în Bulgaria datorită mediului lor natural. Lacurile sunt situate unul deasupra celuilalt și sunt conectate prin mici pâraie, care formează mici cascade și repezișuri. Printre unitățile de cazare turistică din vecinătatea lacurilor se numără o cabană⁠(d) pe malul de nord-est al Lacului cu Pești, la o altitudine de 2.196 m. Perioada cea mai favorabilă de vizitare a lacurilor este vara, în iulie și august, când temperatura este peste 10 grade Celsius și riscul de furtuni bruște este mai mic. În restul anului, vremea poate fi grea. Lacurile îngheață de obicei în luna octombrie și nu se topesc înainte de iunie. Stratul de gheață poate ajunge până la 2 metri.

## Listă
| Nume în română | Nume bulgar (transliterat)    | Altitudine | Suprafață | Adâncime | Note                                                                      |
| -------------- | ----------------------------- | ---------- | --------- | -------- | ------------------------------------------------------------------------- |
| Lacrima        | Сълзата (Sălzata)             | 2.535 m    | 0,7 ha    | 4,5 m    | Numit după apele sale limpezi                                             |
| Ochiul         | Окото (Okoto)                 | 2.440 m    | 6,8 ha    | 37,5 m   | Numit după forma sa ovală. Cel mai adânc lac de circ glaciar din Bulgaria |
| Rărunchi       | Бъбрека (Băbreka)             | 2.282 m    | 8,5 ha    | 28 m     | Cel mai abrupt mal dintre toate                                           |
| Geamănul       | Близнака (Bliznaka)           | 2.243 m    | 9,1 ha    | 27,5 m   | Cel mai întins                                                            |
| Trifoiul       | Трилистника (Trilistnika)     | 2.216 m    | 2,6 ha    | 6,5 m    | Formă neregulată și maluri line                                           |
| Lacul cu Pești | Рибното езеро (Ribnoto ezero) | 2.184 m    | 3,5 ha    | 2,5 m    | Cel mai puțin adânc                                                       |
| Lacul de Jos   | Долното езеро (Dolnoto ezero) | 2.095 m    | 5,9 ha    | 11 m     | Cea mai joasă altitudine                                                  |

## Galerie

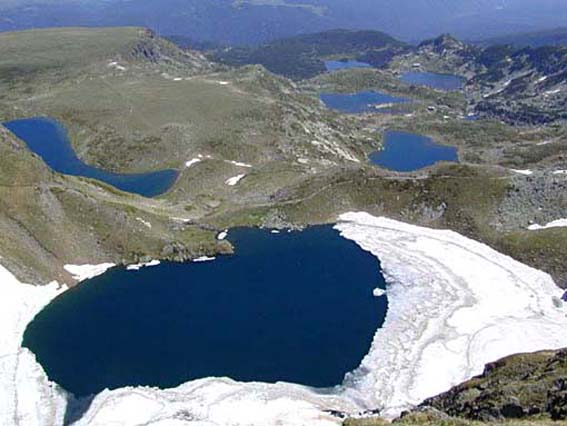
Vedere a celor șapte lacuri din Rila
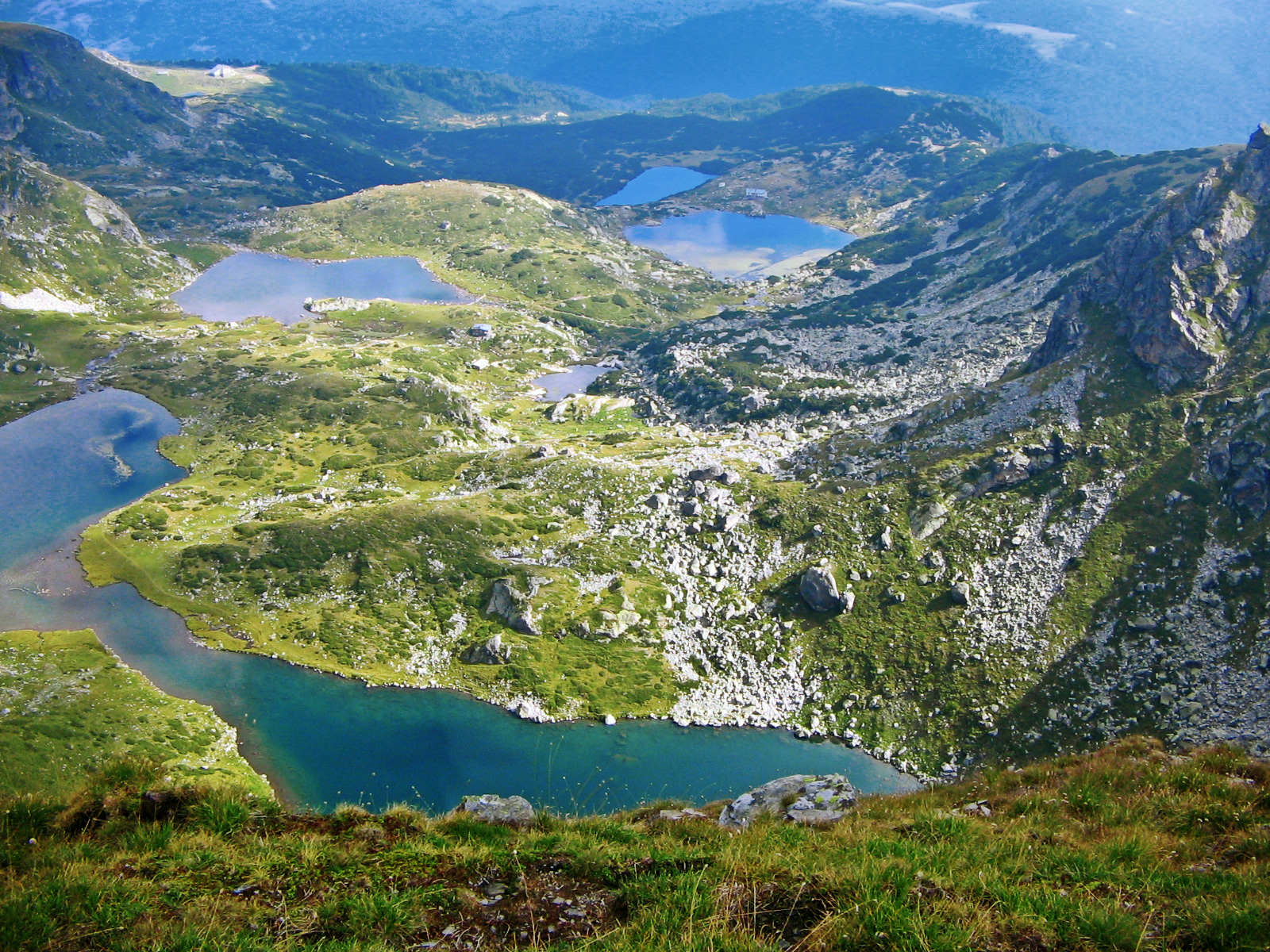
Lacul de Jos, Lacul cu Pești, Lacul Trifoi și Geamănul
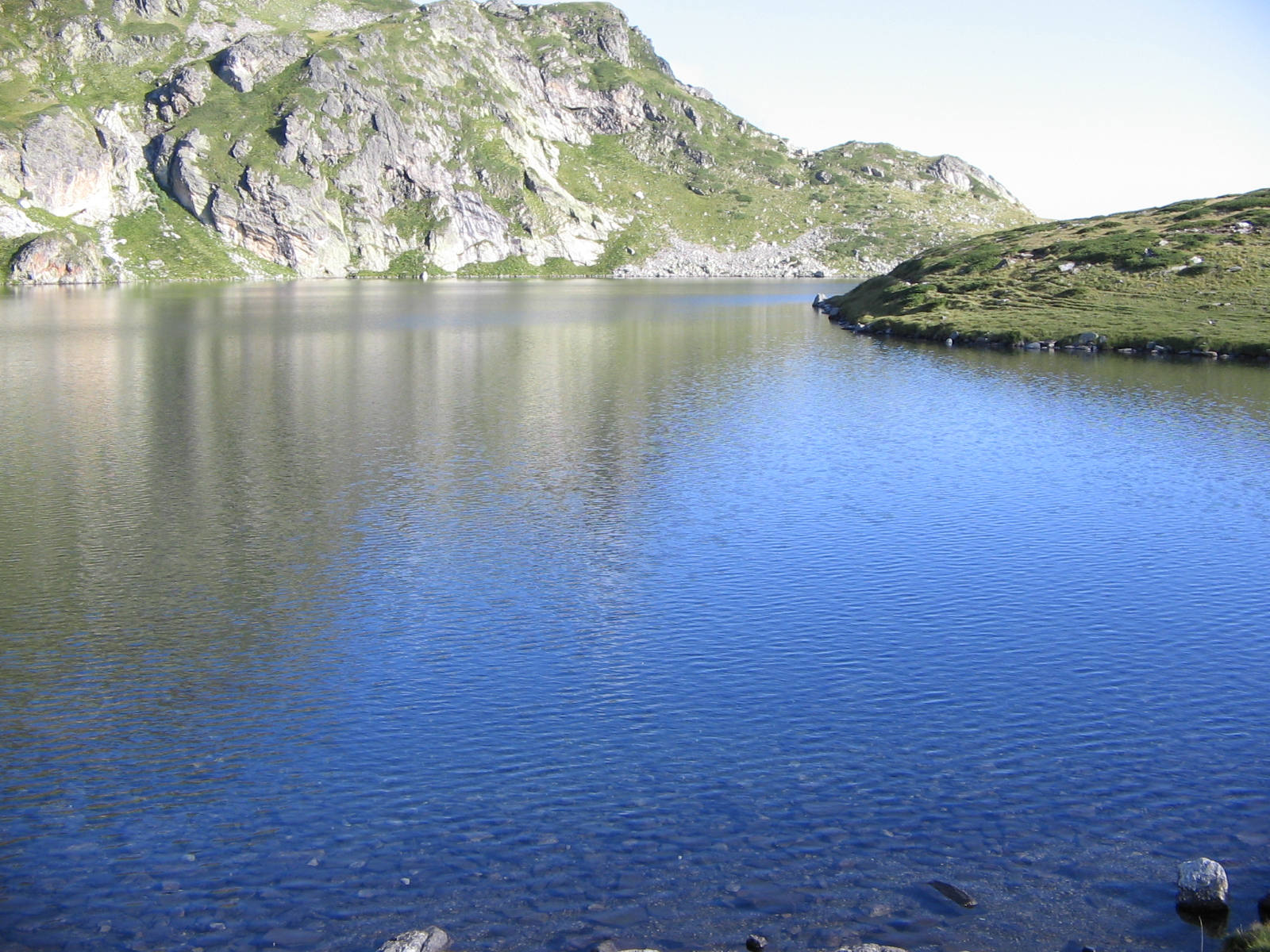
Lacul Rărunchi
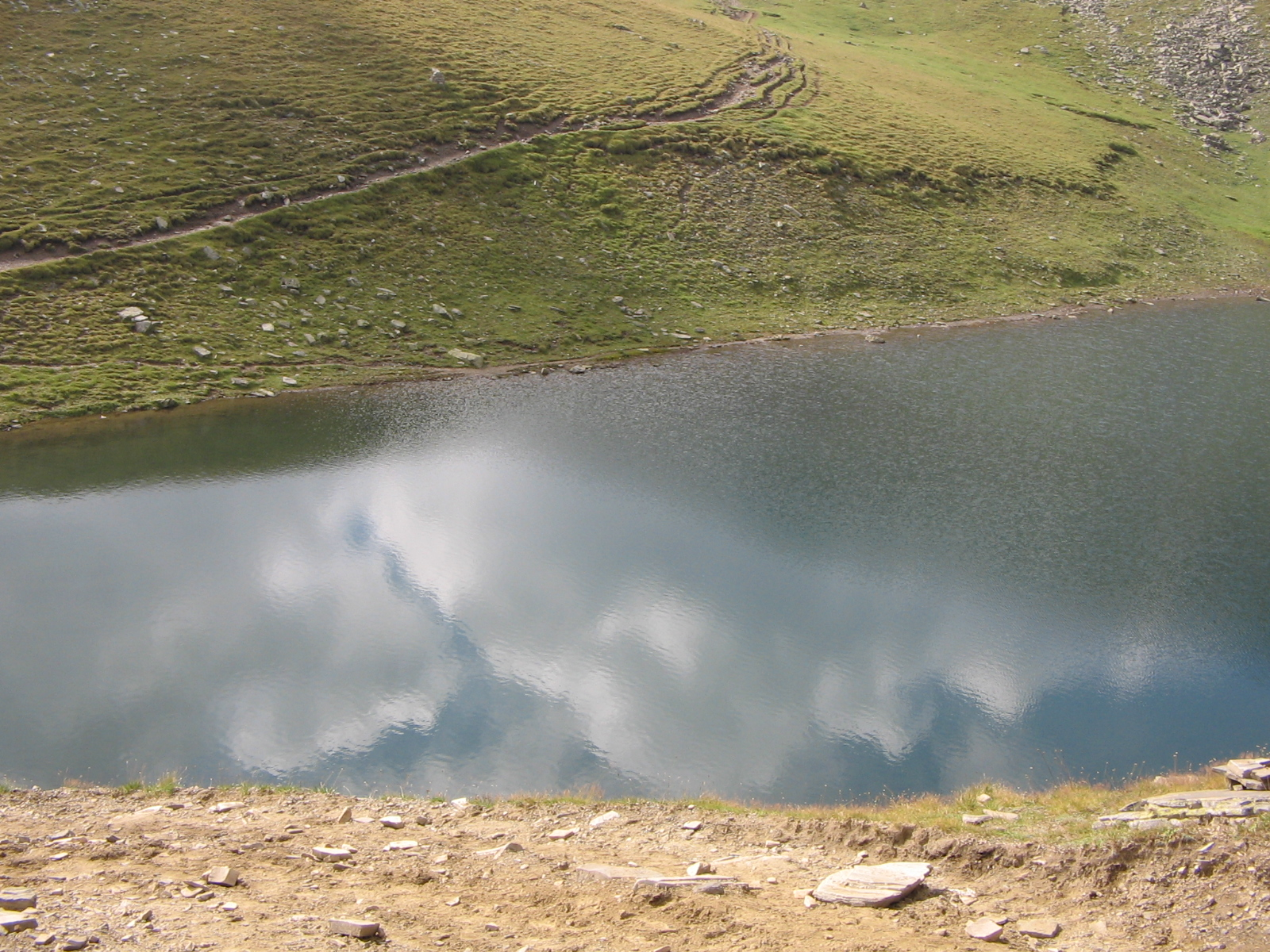
Lacul Lacrima
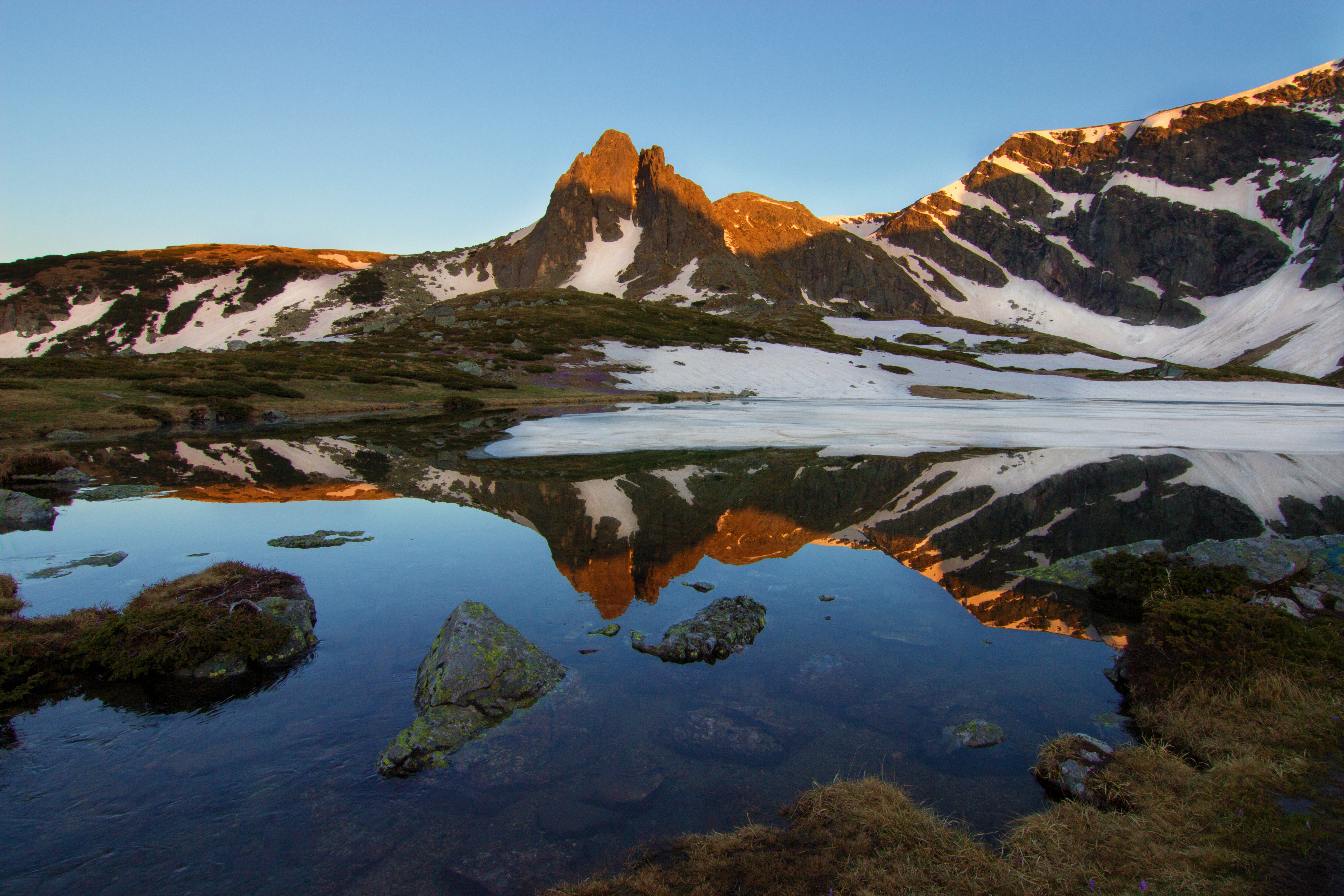
Lacul Geamănul